# Brunswick (Georgia)
Brunswick város az USA Georgia államában. Lakosainak száma 15 210 fő (2020. április 1.).

## Népesség
A település népességének változása:

| 2010 | 15 383 |
| 2020 | 15 210 |